# Вытлачил, Рудольф
Ру́дольф Вы́тлачил (чеш. Rudolf Vytlačil, [ˈrudolv ˈvɪtlatʃɪl]; 9 февраля 1912, Швехат, Австро-Венгрия — 1 июня 1977) — чехословацкий футболист и футбольный тренер. Выступал на позиции полузащитника. Является самым успешным тренером в истории Чехословакии. Со сборной он был финалистом чемпионата мира 1962 года и Олимпийских игр 1964. В 1960 году занял третье место на чемпионате Европы.

## Карьера
В качестве игрока выступал за различные клубы Австрии и Чехословакии. Дважды становился чемпионом Чехословакии. Провёл один матч в 1936 году за сборную. После завершения карьеры перешёл на тренерскую работу. Вначале работал с «Метеором», затем с польским «Радомяком». В 1948 году возглавил клуб «Теплице». Проработав два года, он ушёл в «Баник» из Остравы. В 1950 году пригласил в клуб Йозефа Масопуста. После года работы, до 1956 года возглавлял «Кршидла власти», «Тескому» и «Радотин». В 1958 был приглашён в сборную Чехословакии. Некоторое время работал вместе с Карелом Кольским, а в 1959 самостоятельно возглавил команду. За 4 года работы он достиг больших успехов. Стал финалистом чемпионата мира 1962 года и бронзовым призёром чемпионата Европы 1960. В 1964 году на время Олимпиады вновь возглавил сборную, заняв место Вацлава Иры. На турнире Чехословакия заняла второе место, уступив в финале сборной Венгрии со счётом 1:2. После окончания работы в сборной, Рудольф Вытлачил ненадолго возглавил болгарский «Левски», а затем и сборную Болгарии. На чемпионате мира 1966 года болгары выступили неудачно, заняв последнее место в группе и проиграв все матчи. После этого Вытлачил уехал в Австрию, и принял венский «Рапид». После двух лет работы он снова вернулся в «Левски». С клубом он сделал «золотой дубль» в 1970 году, выиграв чемпионат и Кубок страны. В 1973 году работал с пражской «Славией».

## Достижения

### В качестве игрока
- Чемпион Чехословакии (2): 1934/35, 1936/37

### В качестве тренера
- Серебряный призёр чемпионата мира: 1962
- Серебряный призёр Олимпийских игр: 1964
- Бронзовый призёр чемпионата Европы: 1960
- Чемпион Австрии: 1966/67, 1967/68
- Обладатель Кубка Австрии: 1968
- Чемпион Болгарии: 1970
- Обладатель Кубка Болгарии: 1970

## Статистика выступлений
| Клуб                 | Сезон            | Лига | Лига | Кубки | Кубки | Кубок Митропы | Кубок Митропы | Прочие | Прочие | Итого | Итого |
| Клуб                 | Сезон            | Игры | Голы | Игры  | Голы  | Игры          | Голы          | Игры   | Голы   | Игры  | Голы  |
| -------------------- | ---------------- | ---- | ---- | ----- | ----- | ------------- | ------------- | ------ | ------ | ----- | ----- |
| Слован (Вена)        | 1930/31          | 9    | 2    | 9     | 5     | 0             | 0             | 0      | 0      | 18    | 7     |
| Слован (Вена)        | 1931/32          | 21   | 5    | 4     | 2     | 0             | 0             | 0      | 0      | 25    | 7     |
| Слован (Вена)        | Итого            | 30   | 7    | 13    | 7     | 0             | 0             | 0      | 0      | 43    | 14    |
| Рапид (Вена)         | 1932/33          | 15   | 5    | 0     | 0     | 0             | 0             | 0      | 0      | 15    | 5     |
| Рапид (Вена)         | 1933/34          | 5    | 1    | 0     | 0     | 0             | 0             | 0      | 0      | 5     | 1     |
| Рапид (Вена)         | Итого            | 20   | 6    | 0     | 0     | 0             | 0             | 0      | 0      | 20    | 6     |
| ВАК                  | 1933/34          | 7    | 1    | 0     | 0     | 0             | 0             | 1      | 0      | 8     | 1     |
| ВАК                  | Итого            | 7    | 1    | 0     | 0     | 0             | 0             | 1      | 0      | 8     | 1     |
| Фаворитнер Шпортклуб | 1934/35          | 11   | 3    | 1     | 1     | 0             | 0             | 0      | 0      | 12    | 4     |
| Фаворитнер Шпортклуб | Итого            | 11   | 3    | 1     | 1     | 0             | 0             | 0      | 0      | 12    | 4     |
| Славия (Прага)       | 1934/35          | ?    | 2    | 1+    | ?     | 5             | 1             | 0      | 0      | ?     | 3+    |
| Славия (Прага)       | 1935/36          | ?    | 11   | ?     | ?     | 4             | 1             | 0      | 0      | ?     | 12+   |
| Славия (Прага)       | 1936/37          | ?    | 5    | ?     | ?     | 1             | 1             | 0      | 0      | ?     | 6+    |
| Славия (Прага)       | 1937/38          | ?    | 4    | ?     | ?     | 8             | 5             | 0      | 0      | ?     | 9+    |
| Славия (Прага)       | 1938/39          | 21   | 8    | ?     | ?     | 2             | 0             | 0      | 0      | 23+   | 8+    |
| Славия (Прага)       | 1939/40          | ?    | 2    | ?     | ?     | 0             | 0             | 0      | 0      | ?     | 2+    |
| Славия (Прага)       | 1940/41          | ?    | 2    | ?     | ?     | -             | -             | 0      | 0      | ?     | 2+    |
| Славия (Прага)       | 1941/42          | ?    | 3    | ?     | ?     | -             | -             | 0      | 0      | ?     | 3+    |
| Славия (Прага)       | 1942/43          | ?    | 2    | ?     | ?     | -             | -             | 0      | 0      | ?     | 2+    |
| Славия (Прага)       | 1943/44          | ?    | 1    | 1+    | 1+    | -             | -             | 0      | 0      | ?     | 2+    |
| Славия (Прага)       | Итого            | ?    | 40   | 2+    | 1+    | 20            | 8             | 0      | 0      | ?     | 49+   |
| Всего за карьеру     | Всего за карьеру | ?    | 57   | 16+   | 9+    | 20            | 8             | 1      | 0      | ?     | 74+   |